# Amzad Abdoel
Amzad Abdoel is een Surinaams politicus. Hij begon zijn politieke loopbaan bij Democratie en Ontwikkeling in Eenheid (DOE) en stapte voor 2010 over naar de Nationale Democratische Partij (NDP). In 2010 werd hij gekozen tot lid van De Nationale Assemblée (DNA). Hier werd hij rond 2015 waarnemend fractieleider en in 2019 fractieleider.

## Biografie
Abdoel kandideerde voor de politieke partij DOE voor de parlementsverkiezingen van 2005. Tijdens deze verkiezingen verwierf hij geen zetel. Hierna sloot hij zich aan bij de NDP van Desi Bouterse en kandideerde hij voor deze partij tijdens de parlementsverkiezingen van 2010. Deze keer lukte het hem wel om in DNA te komen.
In 2012 kwam hij in opspraak omdat hij een stuk grond van 1,4 hectare toegewezen had gekregen. VHP-lid Sheilendra Girjasing bracht dit perceel in verband met zijn stem voor de Amnestiewet, twee maanden eerder, terwijl de oppositiepartij KTPI 27 keer ervoor vergeefs een aanvraag voor dit perceel had gedaan. Volgens Abdoel had zijn aanvraag toen al bijna een jaar gelopen en zou er geen verband zijn met zijn steun aan de Amnestiewet. Naar eigen zeggen zou hij alle procedures hebben doorlopen, wat later onjuist bleek te zijn. Het perceel was hem namelijk toegewezen door een presidentiële commissie op het ministerie. Bouterse heeft dergelijke commissies aan alle ministeries opgelegd om wettelijke procedures te kunnen ontwijken.
In 2015 werd Abdoel herkozen. Rond hetzelfde jaar werd hij benoemd tot waarnemend fractieleider. Nadat André Misiekaba het fractieleiderschap van de NDP verruilde voor de positie van minister van Sociale Zaken en Volkshuisvesting, nam Adbdoel de fractieleiding op 23 mei 2019 formeel van hem over. Rossellie Cotino volgde hem op als waarnemend fractieleider.
In de week van zijn benoeming vroeg Asis Gajadien (VHP)  procureur-generaal Roy Baidjnath Panday om onderzoek te doen waarom er geen voortgang is bij een strafrechtelijk onderzoek. Het draaide hier om een oplichtingszaak waarbij Abdoel in het proces-verbaal van zijn broer wordt genoemd. Abdoel ontkende dat hij bij die zaak betrokken zou zijn geweest en deed enkele dagen later aangifte tegen Gajadien vanwege diens beschuldigingen.
Nadat de Assemblée-leden Santokhi, Gajadien, Mathoera en Nurmohamed (VHP) op 16 oktober 2019 aangifte deden tegen minister Gillmore Hoefdraad (NDP) vanwege het overtreden van het wettelijk vastgelegde schuldplafond, kwam Abdoel vijf dagen later met een initiatiefwet om de strafbepaling uit de wet te schrappen. Overschrijding van het schuldplafond is een strafbaar feit waarvoor Hoefdraad een gevangenisstraf had kunnen krijgen. Ondanks de protesten op 31 oktober door negentien organisaties voor De Nationale Assemblée werd de initiatiefwet een dag later aan de Assemblée voorgelegd en aangenomen.
Tijdens de parlementsverkiezingen van 2020 verkreeg hij slechts 117 stemmen, wat te weinig was voor een zetel in DNA. Hij was niet verkiesbaar in 2025. Over het feit dat hem ook geen prominente rol werd toebedeeld door het nieuwe NDP-kabinet-Simons reageerde medio juli hij fel op Facebook. Medio augustus kreeg hij een functie in de Staatsraad.